# Большеглазая каталуфа
Большеглазая каталуфа (лат. Cookeolus japonicus) — вид лучепёрых рыб из семейства каталуфовых (Priacanthidae). Единственный представитель в одноимённом роде Cookeolus. Морские бентопелагические рыбы. Представители вида широко распространены в тропических и субтропических районах всех океанов, за исключением восточной части Атлантического океана. Максимальная длина тела 69 см.

## Описание
Тело относительно высокое, сжатое с боков, покрыто грубой циклоидной чешуёй; у молоди яйцевидной формы, у взрослых особей —удлиненно-яйцевидной. Глаза очень большие, их диаметр составляет ½ длины головы. На первой жаберной дуге 23—27 жаберных тычинок.

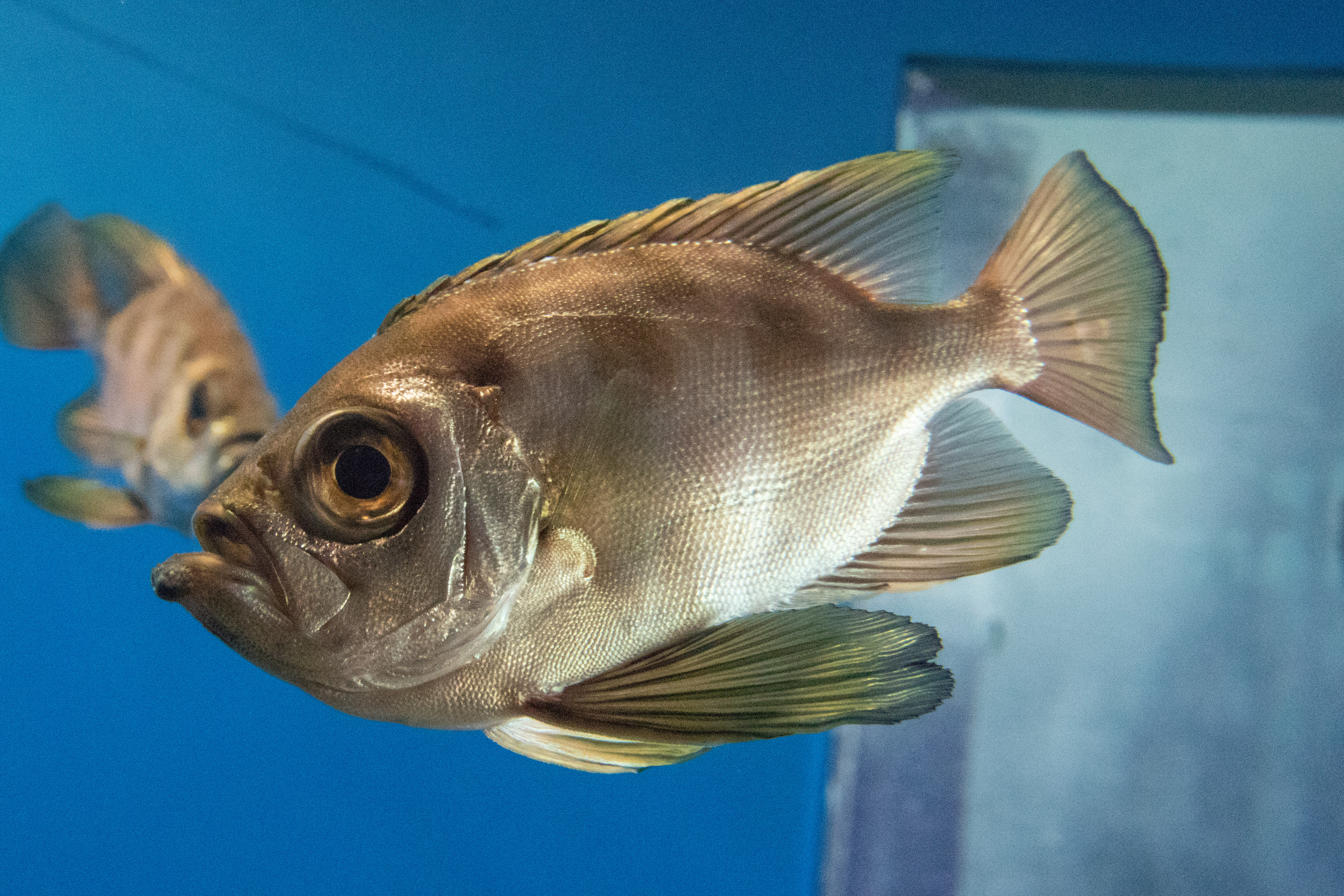

В спинном плавнике 10 колючих и 12—14 мягких лучей. Высота колючих лучей постепенно увеличивается и 10-й луч самый длинный. В анальном плавнике 3 колючих и 12—14 мягких лучей. Мягкие лучи спинного и анального плавников заострённые, относительно длинные, их длина превышает диаметр глаза. Грудные плавники заострённые, с 17—19 мягкими лучами, короче брюшных плавников (кроме самых крупных экземпляров). Брюшные плавники расположены перед грудными; очень длинные у молоди, у наиболее мелких особей их окончания доходят до середины хвостового плавника; постепенно уменьшаются по мере роста рыб и у очень крупных взрослых особей (длиной более 400 мм) их окончания не достигают начала анального плавника. Хвостовой плавник закругленный. Плавательный пузырь без передних и задних выростов. Пилорических придатков 11—13. Гонады треугольной формы.

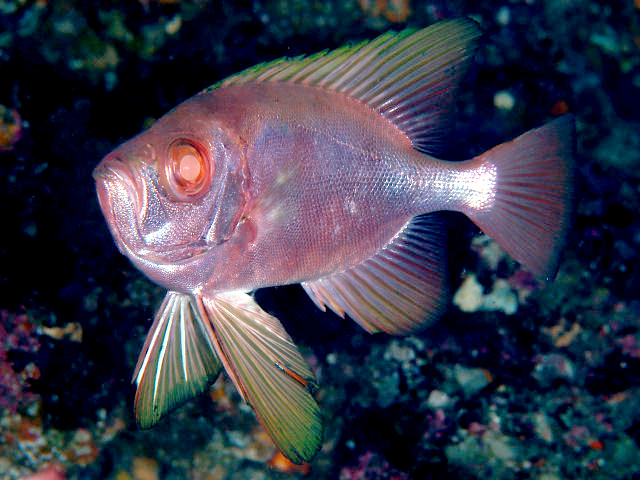

Тело, голова и радужная оболочка глаза от малинового до алого цвета. Плавники (кроме грудных) с желтоватым оттенком. Мембраны колючих лучей спинного плавника темноватые или чёрные. Мягкие части спинного и анального плавников с узкой тёмной окантовкой у неполовозрелых особей, которая исчезает у взрослых особей. Мембраны задних 4—5 колючих лучей спинного плавника и мембраны мягких частей спинного и анального плавников иногда кремового или желтовато-розового цвета. Грудные плавник прозрачные или розовые. Мембраны брюшных плавников темноватые или чёрные. Пелагическая молодь серебристого цвета с большими тёмными пятнами на теле и плавниках; задние мягкие части спинного и анального плавников, по-видимому, прозрачные.
Максимальная длина тела 69 см, обычно до 30 см; масса тела — до 5,0 кг.

## Биология
Морские бентопелагические рыбы. Обитают на глубине 40—400 м, обычно на глубинах от 165 до 200 м; над твёрдыми грунтами в районах с расщелинами и уступами в скальных породах, богатых губками и мягкими кораллами. Питаются ракообразными. В Карибском бассейне нерестятся с мая по сентябрь. Продолжительность жизни — до 9 лет.

## Ареал и места обитания
Широко распространены в тропических и субтропических районах всех океанов. Индо-Тихоокеанская область: от Южной Африки до островов в центральной Пацифике, на север до Кореи и Японии и на юг до Австралии. Западная Атлантика: от Новой Шотландии до Аргентины. Не обнаружены в восточной части Атлантического океана.